# SkyOS
SkyOS – system operacyjny napisany na platformę x86, przystosowany głównie do pracy biurowej w trybie graficznym. System SkyOS jest w dużej mierze zgodny z POSIX.
Prace nad SkyOS zostały rozpoczęte w roku 1996 przez Roberta Szeleneya. Jest to system komercyjny z zamkniętym kodem źródłowym – dołączenie do grona testerów wymaga dokonania wpłaty. 
SkyOS używa systemu plików SkyFS, ale potrafi również odczytywać FAT16/FAT32, BeFS, ext2/ext3.
30 stycznia 2009 ogłoszona została informacja o zatrzymaniu prac nad rozwojem systemu.